# 中津川朝鮮人労働者虐殺事件
中津川朝鮮人労働者虐殺事件（なかつがわちょうせんじんろうどうしゃぎゃくさつじけん）は、1922年（大正11年）7月に中津川発電所工事所で大倉組に雇われていた労働者十数人が殺害された事件。

## 事件発生まで
1922年（大正11年）7月、信越電力株式会社（のち東京電燈に吸収）は信濃川の支流である中津川にて中津川第一発電所ほか水力発電所の建設を始めた。この工事は大倉組が担当した。集められた土工は約1,000人で、そのうち約600人ほどが朝鮮人労働者だったとされる。日本人・朝鮮人を問わず、タコ部屋労働と呼ばれる労働者を共同生活させる形で、人海戦術で行う形で工事がなされた。また、工事の監督者らは、「勤務態度が怠惰だ」などとして、彼ら土工たちに暴力を振るったとされる。

## 事件に対する報道
同月、逃亡を試みた十数人の労働者たちが、中津川発電所工事所で、大倉組の監督者らにより殺害されて川に投げ込まれたとされる。信濃川の上流から労働者らの死体が流れてきたため、同年7月29日、東京の読売新聞が日時は不明だが『身元不明』の数体の死体が上流から流れてきたとの内容の記事で報道した。その中に朝鮮人がいたため、在日本朝鮮労働者状況調査会が結成され、在日朝鮮人の労働状態が調査された。同年11月、在日本朝鮮労働者状況調査会を推進した人々が中心となり、東京朝鮮労働同盟が結成された。